# David Buckel
David Stroh Buckel, född 13 juni 1957 i Batavia, New York, död 14 april 2018 i Prospect Park, Brooklyn, var en amerikansk HBTQ- och miljöaktivist. Han dog den 14 april 2018 genom självbränning som en protest mot användningen av fossila bränslen.
Bucket jobbade som jurist på Lambda Legal, en nationell organisation som försvarar mänskliga rättigheter för homosexuella, bisexuella och transpersoner.
Senare organiserade han en fossilfri, urban kompost på Red Hook Community Farms i Brooklyn.
Den 14 april 2018 påträffades Buckels kropp av en förbipasserande i Prospect Park i Brooklyn. Han hade bränt sig själv till döds. Bredvid kroppen fanns ett brev i ett kuvert märkt "Till polisen". I brevet, som också mejlats till The New York Times, skrev Buckel: "De flesta människor på planeten andas nu luft som görs ohälsosam av fossila bränslen, och många dör därför i förtid – min förtida död av fossila bränslen speglar vad vi gör mot oss själva."